# یرمکینو
یرمکینو (انگلیسی: Yeremkino) یک شهرک در شهرستان شارانسکی استان باشقیرستان کشور روسیه است.